# Seasick Steve
Seasick Steve, pseudonimo di Steven Gene Wold (Oakland, 1951), è un cantante e musicista statunitense, di genere blues, country e folk.

## Biografia
Quando gli fu chiesto sul suo pseudonimo, Wold disse: "perché è proprio vero: ho sempre il mal di mare." Rifattagli la stessa domanda ad una trasmissione televisiva della BBC (Something for the Weekend), rispose "Sto male sulle imbarcazioni, tutto qua!"

## Strumentazione
Possiede (e suona) diversi strumenti strani e personalizzati, tra cui:
- La Three-String Trance Wonder — Questa è una normale chitarra che assomiglia ad una Fender Coronado o a una Teisco EP-7, ma con solo tre corde. Ha un vecchio pickup Harmony aggiunto (con nastro adesivo) ed è accordata su Sol, La e Si usando una corda Mi nella posizione La, una Re nella posizione Sol e una Sol nella posizione Si. Ai suoi concerti, racconta spesso la storia che l'ha acquistata per $75 in questa condizione a Como (Mississippi) da un uomo di nome Sherman, che più tardi gli disse di averla pagata solo $25 il giorno prima. Wold giurò che non avrebbe mai aggiunto un'altra corda e che avrebbe girato il mondo raccontando la sua storia di come Sherman lo aveva imbrogliato.[2] Tutto solo per divertimento poiché Sherman Cooper è un buon amico, che gli ha dato la chitarra che aveva appesa al muro come decorazione.[4] In un'intervista alla BBC Steve disse che la chitarra fu trovata da un suo amico, ed aveva solo tre corde. Così decise di tenerla in quelle condizioni.
- La One-Stringed Diddley Bow — Questo è uno strumento a corda con una sola corda suonato con uno slide (detto anche bottleneck) (lui usa un vecchio cacciavite a questo scopo). È stato fatto appositamente per lui da James 'Super Chikan' Johnson.
- La "MDM" (Mississippi Drum Machine) — Una piccola scatola di legno sulla quale si batte il piede, che fornisce percussioni (stomp box). È decorata con la targa di una moto del Mississippi ("MC33583"), e con un piccolo pezzo di tappeto.[4]
- Amplificatore Roland CUBE — Appoggiato su una sedia alla sua sinistra e con il 'tweed' impostato.[5]
- La Morris Minor Guitar — Quando era allo show televisivo Top Gear, il presentatore Jeremy Clarkson commentò che la storia delle auto di Steve comprendeva oltre 100 automobili, tra cui una Morris Minor. Steve allora presentò una chitarra a 4 corde che il suo amico aveva fatto da due vecchi coprimozzi di una Minor, unendoli sul retro, e la suonò un po' in quella trasmissione. Jeremy Clarkson disse che era il miglior uso di una Morris Minor che avesse mai visto.
- La sconosciuta Harmony — Nel 2011 durante una shazam session suonò "Have a Mercy on The Lonely" con una Harmony sconosciuta simile a una Fender Jazzmaster, con la immancabile scritta "Seasick"...

## Gruppo di supporto
Formazione attuale
- Dan Magnusson - batteria, percussioni (2008-presente)[6]
- John Paul Jones - chitarra basso (2011-presente)[7]

Formazione precedente, 'The Level Devils'
- Jo Husmo - chitarra basso (200?-presente)
- Kai Christoffersen - batteria, percussioni (2004)
- Dan Magnusson - batteria, percussioni (2004-2006)

## Discografia
Album in studio
- 2004 - Cheap
- 2006 - Dog House Music
- 2008 - I Started Out with Nothin and I Still Got Most of It Left
- 2009 - Man from Another Time
- 2011 - You Can't Teach An Old Dog New Tricks
- 2013 - Hubcap Music
- 2015 - Sonic Soul Surfer
- 2016 - Keepin' the Horse Between Me and the Ground
- 2018 - Can U Cook?
- 2020 - Love and Peace
- 2020 - Blues In Mono
- 2024 - A Trip A Stumble A Fall Down On Your Knees

Raccolte
- 2010 - Songs for Elisabeth

EP
- 2007 - It's All Good

Singoli
- 2007 - Dog House Boogie
- 2008 - Cut My Wings
- 2008 - It's All Good
- 2008 - St. Louis Slim
- 2009 - Walkin' Man